# Lagoa Corvos
Corvos é uma lagoa portuguesa da Figueira da Foz.